# La Découverte de Von Kempelen
La Découverte de Von Kempelen (Von Kempelen and His Discovery) est une nouvelle d'Edgar Allan Poe publiée pour la première fois en avril 1849. Traduite en français par Émile Hennequin, elle fait partie du recueil Contes grotesques.